# Before We Drown
«Before We Drown» és el seixanta-unè senzill del grup anglès de música electrònica Depeche Mode, publicat com a sisè senzill del seu àlbum Memento Mori. David Gahan va compondre la cançó amb la col·laboració dels músics de gira de la banda Peter Gordeno i Christian Eigner, i és una de les poques cançons de l'àlbum que no va compondre Martin Gore.
Van publicar el videoclip oficial el 29 de gener de 2024 amb la direcció d'Anton Corbijn. Es va filmar en blanc i negre i es centra en la mortalitat i la salvació. Corbijn va ser el director dels videoclips de diversos senzill d'aquest àlbum com «Wagging Tongue», «Ghosts Again» i «My Favourite Stranger».

## Llista de cançons
| 1.            | «Before We Drown» (AC Wet Mix)             | 5:03  |
| 2.            | «Before We Drown» (SiGNL Remix)            | 7:04  |
| 3.            | «Before We Drown» (Innellea Remix)         | 5:55  |
| 4.            | «Before We Drown» (Chris Avantgarde Remix) | 3:51  |
| Durada total: | Durada total:                              | 21:13 |

| 1.            | «Before We Drown» (Chris Avantgarde Extended Remix) | 5:02  |
| 2.            | «Before We Drown» (AC Wet Mix)                      | 5:03  |
| 3.            | «People Are Good» (Indira Paganotto Psy Remix)      | 9:36  |
| 4.            | «People Are Good» (AC Fool Mix)                     | 6:55  |
| Durada total: | Durada total:                                       | 26:36 |